# Gabriel Perelle

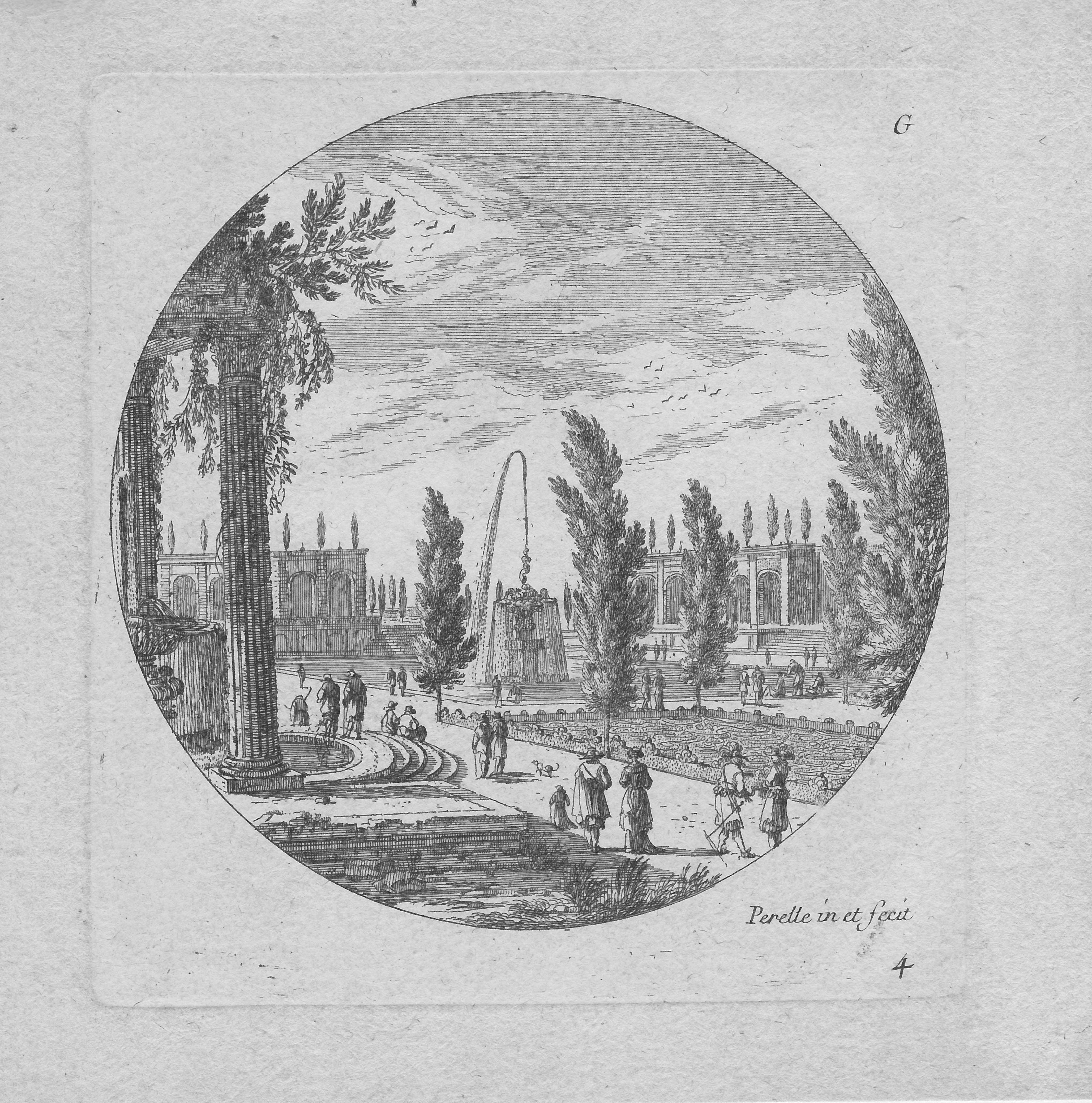
Gabriel Pérelle, Blatt 4 aus einer Serie von Ansichten, Radierung um 1650

Gabriel Perelle, auch: Pérelle, (* 7. März 1604 in Vernon (Eure), Vernon-sur-Seine oder Orléans; † 6. Juni 1677 in Paris) und seine Söhne führten in Paris eine ungemein produktive Kupferstichwerkstatt. Nur wenige Gemälde werden ihm zugeordnet. Gabriel Perelle arbeitete, wohl ab 1638, nach eigenen Entwürfen, aber auch nach Vorlagen seiner Zeitgenossen. Seine Radierungen konzentrieren sich auf Motive aus dem französischen Kronland, überwiegend handelt es sich um Landschaften und Ansichten königlicher Schlösser und Gärten. Einige Blätter gehen auf Anregungen seiner italienischen Studienzeit zurück. Idealansichten stehen neben topographisch getreuen Wiedergaben. Einzelne Blätter betreffen schwedische Schlossbauten oder geben Schlachten und Kriegsszenen wieder. Sein graphisches Werk gab er in umfangreichen Stichpublikationen heraus, die von N. Langlois, Mariette und Poilly verlegt wurden. In seinem Atelier bediente er sich zeitweise der Hilfe der Söhne Callots, vor allem aber der seiner eigenen Söhne Nicolas (1625–1692) und Adam (1638–1695), die auch seine Werkstatt weiterführten. Die Drucke sind überwiegend nur mit dem Familiennamen signiert.
1665 wurde er von Ludwig XIV. zum Directeur des Plans et des Cartes du Cabinet du Roi ernannt, woraufhin er angeblich die grafische Praxis gänzlich aufgab.
Seine Bildmotive wurden vielfach von deutschen Kupferstechern wie Johann Ulrich Krauß übernommen und so an deutsche Maler und Kunsthandwerker wie Johann Schaper vermittelt.